# Эмблематический гербовник Лукомского
Эмблематический гербовник — монография историка-геральдиста Владиславом Крескентьевича Лукомского, опубликованная в 1944 году в качестве пособия для работ студентов Историко-архивного института по геральдике для усвоения указанных категорий родовых гербов, в целях точного определения принадлежности их отдельным родам российского дворянства.
Толчком к созданию гербовника послужила работа В. К. Лукомского по изучению некрополя Александро-Невской лавры (1911), где проводились многочисленные атрибуции надгробий. Краткое описание руководства к составлению Эмблематического гербовника (в дальнейшем Сборник) было задумано и написано Владиславом Крескентьевичем Лукомским (1918). Работа была не завершена, но собранные материалы и разработанные рекомендации к составлению, помогли в дальнейшем при составлении Сборника. Вторично он вернулся к данному вопросу в 1924 году. В основу сборника легли материалы, составленные в Гербовом отделении Правительствующего сената и позднее в Гербовом музее — Сборник рисунков гербов, расположенных в систематическом порядке по их эмблемам, включающих 2 книги и 4679 утверждённых русских гербов. Начатая работа по составлению была прервана (1929) и ограничилась лишь составлением карточек на все гербы с геральдическими фигурами (около 1200). Попытки продолжить эту работу силами некоторых учеников, для которых была составлена специальная методичка, не получила развития и в дальнейшем не возобновлялась. Непосредственно к составлению труда, В. К. Лукомский приступил в Москве в1943 году. Большую и самую активную помощь оказывал художник А. А. Толоконников, с которым сблизил интерес к геральдике. Работа было окончена и опубликована (1944).
В сборнике опубликованы:

Серия гербов, объединённых однообразными эмблемами, принадлежащими родам, происходящим от одного общего родоначальника потомства Рюрика и Гедимина в их основных линиях, а также родам, ведущим своё начало от чужеземных выходцев, выехавших на Русь в XI-XIV веках.
Гербы родов жалованных российскими титулами князей, графов и баронов.
Серия польско-литовских гербов, перенятыми русскими, белорусскими и украинскими дворянскими родами, воспринявшими таковые гербы в силу их действительного или основанного на легендах происхождения от одноимённых или созвучных гербов польско-литовских родов.
Гербы расположены в систематическом порядке: по старшинству родов и в порядке расположения гербов от простейших их видов к более сложным, а также в порядке самих эмблем, расположенных по принципу описания их в части геральдики.
Атрибуция гербов в отношении принадлежности их тому или иному роду дана непосредственно под рисунком герба с указанием части «Общего гербовника дворянских родов Российской империи» и листа, на котором находится изображение данного герба.

## Актуальность
Исследователи родовой геральдики сходятся во мнении о необходимости поисковой системы, облегчающей определение герба. В основу монографии ставится принцип объединения гербов в группы, обладающие общими изобразительными элементами. Сборник позволяет производить геральдико-генеалогический поиск для атрибуции предметов, экслибрисов, книг в библиотеках и архивных документах, надгробиях, посуды и иных предметах обихода при наличии на них изображения герба. Уникальная методика была реализована в ходе ряда геральдических экспертиз, проведённых по поручению музейных, архивных учреждений, в работах по изучению некрополей Москвы и С-Петербурга, некрополя Донского монастыря, Золотого кольца России и.т.д.

## Критика
Не всегда ясно, из каких именно дел В. К. Лукомских заимствовал те или иные гербы, вошедшие в Сборник, и при каких обстоятельствах они попали в делопроизводство Гербового отделения. Приводимые гербы княжеских родов (Дуловых, Звенигородских, Шехонских, Шуйских, Щепиных-Ростовских) могут вообще не являться самобытными гербами, имевшими хождение в этих семействах. Они совпадают с проектами, которые разработал для них барон Борис Васильевич Кёне. Вопрос о том, опирался ли Б. В. Кёне при этом на какие-либо самобытные фамильные геральдики, остаётся спорным, особенно если отметить неприязненное отношение автора к наследию Б. В. Кёне.
Любопытной группой в составе Сборника являются гербы маршалов Первой империи, удостоенных герцогских титулов. Это примеры наполеоновской геральдики, согласно правилам которой герцогский статус обозначался не только шапкой и мантией, но и стереотипными элементами в пределах щита — червлёной главой, усеянной серебряными звёздами. Двум российским дворянским родам (Нагаевы и Терлецкие) приписаны гербовые щиты маршала Мортье Эдуарда Адольфа Казимира, герцога Тревизского и Коленкура, герцога Виченцского. Еще одно семейство (Александровы) воспользовались гербом маршала Виктора Перрера, герцога Беллунского. Есть вероятность, что данным родам достались перстни или иные предметы в качестве трофеев, с последующим присвоением гербов намеренно или в результате путаницы.